# Dappermarkt

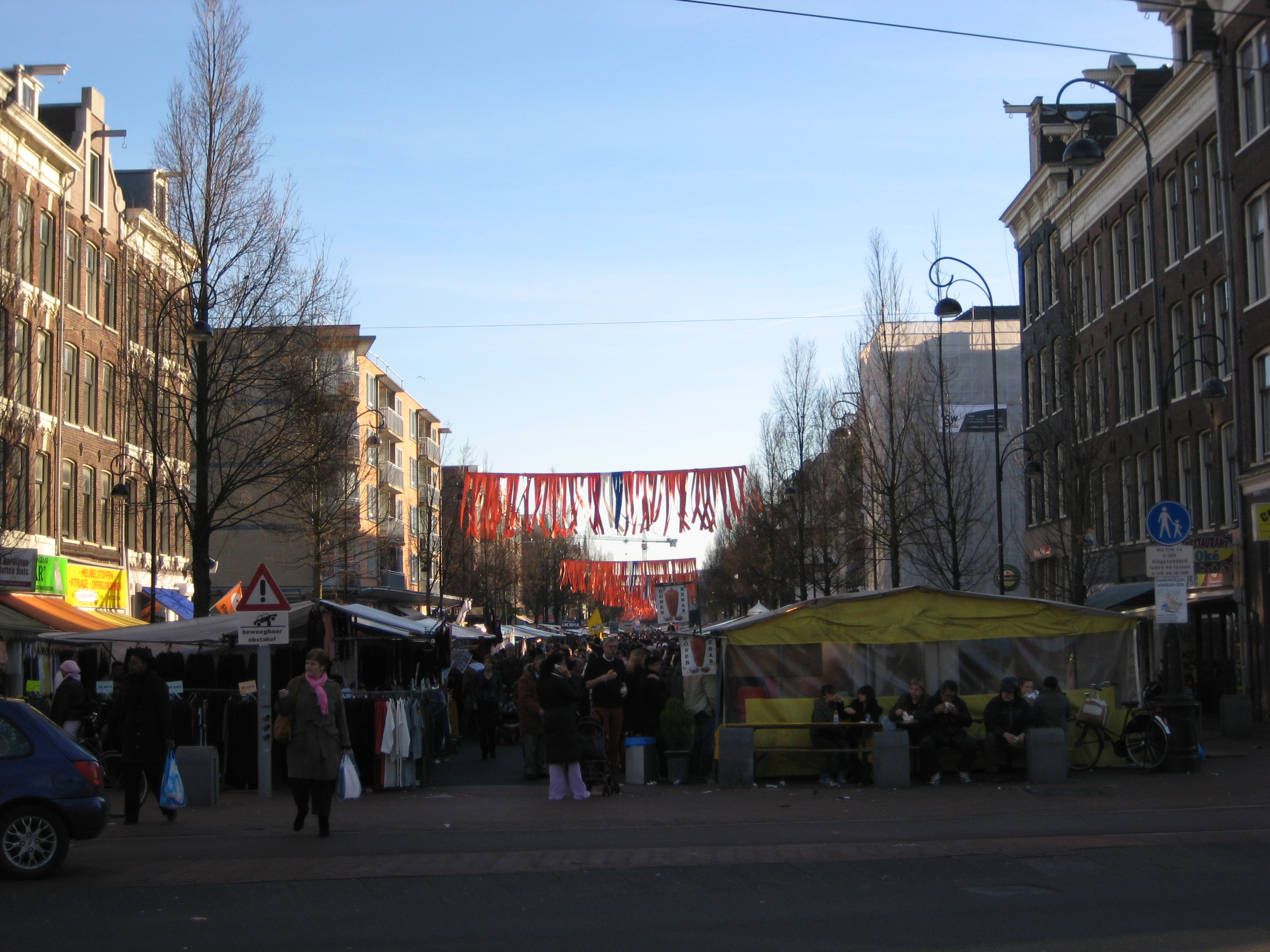
Vue du marché au mois de mars 2008.

Le Dappermarkt est un marché en plein air situé dans le quartier de Oost-Watergraafsmeer, à Amsterdam. À l'instar du Albert Cuypmarkt, situé dans le quartier du Pijp, il s'agit de l'un des marchés les plus dynamiques de la ville, et l'un des plus prisés par les touristes. Le caractère métissé de l'arrondissement de Amsterdam-Oost se reflète dans la variété ainsi que l'exotisme des produits vendus, et fait du marché un endroit très prisé des communautés surinamiennes, antillaises, turques et marocaines. Le marché, qui compte plus de 250 étalages est ouvert toute l'année, du lundi au samedi entre 10h00 et 16h30.